# Massimiliano Giuseppe di Thurn und Taxis
Massimiliano Giuseppe di Thurn und Taxis (Ratisbona, 29 maggio 1769 – Praga, 15 maggio 1831) fu principe di Thurn und Taxis, maggior generale dell'elettorato di Baviera e successivamente imperiale. Fondò il ramo ceco del Casato di Thurn und Taxis e fu capostipite dei duchi italiani di Castel Duino.

## Vita
Era il figlio più giovane di Alessandro Ferdinando, 3º principe di Thurn und Taxis (1704 – 1773) e della sua terza moglie, la principessa Maria Enrichetta Giuseppa di Fürstenberg-Stühlingen, figlia del principe Giuseppe Guglielmo Ernesto di Fürstenberg-Stühlingen (1699 – 1762). Il suo fratellastro Carlo Anselmo (1733 -1805) era il 4º principe di Thurn e Taxis.
Già all'età di tre anni, il 29 aprile 1772 ricevette dall'omonimo elettore di Baviera la proprietà del Reggimento dei Corazzieri di Taxis, istituito dal Principe Cristiano. Nel 1785 fu nominato Cavaliere dell'ordine di Sant'Uberto e il 18 maggio 1790 colonnello bavarese di cavalleria. Massimiliano Giuseppe entrò al servizio imperiale il 19 maggio 1798, dove diede prova di sé nella campagna d'Italia del 1799 alla testa dell'Imperiale e Reale Reggimento Dragoni principe Lobkowitz. A causa di una grave ferita ricevuta nella battaglia di Marengo (giugno 1800), dovette interrompere la sua carriera militare attiva. Il 24 luglio 1800 fu confermato nel suo grado di maggior generale austriaco.
Dal 1º dicembre 1803 ricoprì la carica di capitano della guardia del granduca di Toscana in esilio e attuale elettore di Salisburgo, l'arciduca Ferdinando, fino a quando non riuscì a riconquistare il governo in Italia dopo il congresso di Vienna del 1814.
Massimiliano Giuseppe si trasferì con la famiglia a Praga nel 1815. Morì nel 1831 e fu sepolto nella tomba di famiglia a Sýčina, nel dominio di Dobrovice.

## Matrimonio e figli
Il 6 giugno 1791 sposò a Praga la principessa Maria Eleonora di Lobkowitz (22 aprile 1770 - 9 novembre 1834), dalla quale ebbe sei figli, che raggiunsero tutti alti gradi di ufficiale:
- Carlo Anselmo (1792–1844) ∞ contessa Maria Isabella von und zu Eltz gen. Faust von Stromberg
- Augusto Maria Massimiliano (1794–1862)
- Giuseppe (1796–1857), generale maggiore bavarese
- Carlo Teodoro (1797–1868), generale di cavalleria bavarese, ∞ contessa Juliana Carolina von Einsiedel
- Federico Annibale (1799–1857), generale di cavalleria austriaco
- Guglielmo (1801–1848), generale maggiore austriaco

Massimiliano Giuseppe di Thurn und Taxis aveva ricevuto l'incolato boemo nel 1797, i suoi discendenti acquisirono il latifondo tirolese nel 1838. Dal 1809 al 1945 possedettero il dominio boemo di Luschen/Lautschin (Loučeň). Nel 1831 il principe Carl Anselmo (1792-1844) fece trasformare il castello di Dobrovice nella più grande fabbrica di zucchero della Boemia.

### Duchi italiani di Castel Duino
Il principe Carl Anselmo (1792-1844) sposò la contessa Maria Isabella von und zu Eltz gen. Faust von Stromberg e da lei ebbe dei figli, tra cui il principe Ugo (1817-1889) che la contessa Almeria contessa di Belcredi e tra il loro figli ci fu il principe Alessandro (1851-1939), che sposò la principessa Maria di Hohenlohe-Waldenburg-Schillingsfürst. La principessa Maria ricevette il castello di Duino, nei pressi di Trieste, dalla madre, la contessa Teresa Maria von Thurn-Hofer und Valsassina (1817-1893), e divenne nota come mecenate di Rainer Maria Rilke, che vi scrisse le sue Elegie duinesi e fu anche suo ospite a Loučeň. Dal matrimonio con il principe Alessandro di Thurn e Taxis (1851-1939) nacquero diversi discendenti, tra cui il principe Alessandro (1881-1937), che divenne cittadino italiano nel 1923 come principe della Torre e Tasso e fu elevato a duca di Castel Duino dal sovrano italiano.

## Ascendenza
|                                                     |                                              |                                             | Genitori                                   |  |  | Nonni |  |  | Bisnonni                            |  |  | Trisnonni                                  |  |
|                                                     |                                              |                                             |                                            |  |  |       |  |  | Eugen Alexander von Thurn und Taxis |  |  | Lamoral Claudius Franz von Thurn und Taxis |  |
|                                                     |                                              |                                             |                                            |  |  |       |  |  | Eugen Alexander von Thurn und Taxis |  |  | Lamoral Claudius Franz von Thurn und Taxis |  |
|                                                     |                                              | Anne Françoise de Hornes-Houtekerke         |                                            |  |  |       |  |  | Eugen Alexander von Thurn und Taxis |  |  |                                            |  |
| Anselm Franz von Thurn und Taxis                    |                                              |                                             |                                            |  |  |       |  |  | Eugen Alexander von Thurn und Taxis |  |  |                                            |  |
|                                                     |                                              | Anna Adelaide von Fürstenberg-Heiligenberg  | Hermann Egon von Fürstenberg-Heiligenberg  |  |  |       |  |  |                                     |  |  |                                            |  |
|                                                     |                                              | Anna Adelaide von Fürstenberg-Heiligenberg  | Hermann Egon von Fürstenberg-Heiligenberg  |  |  |       |  |  |                                     |  |  |                                            |  |
|                                                     |                                              | Anna Adelaide von Fürstenberg-Heiligenberg  | Maria Franziska von Fürstenberg-Stühlingen |  |  |       |  |  |                                     |  |  |                                            |  |
| Alexander Ferdinand von Thurn und Taxis             |                                              | Anna Adelaide von Fürstenberg-Heiligenberg  |                                            |  |  |       |  |  |                                     |  |  |                                            |  |
|                                                     |                                              | Ferdinand August von Lobkowicz              | Wenzel Eusebius von Lobkowicz              |  |  |       |  |  |                                     |  |  |                                            |  |
|                                                     |                                              | Ferdinand August von Lobkowicz              | Wenzel Eusebius von Lobkowicz              |  |  |       |  |  |                                     |  |  |                                            |  |
|                                                     |                                              | Ferdinand August von Lobkowicz              | Auguste Sophie von Pfalz-Sulzbach          |  |  |       |  |  |                                     |  |  |                                            |  |
| Maria Ludovika Anna von Lobkowicz                   |                                              | Ferdinand August von Lobkowicz              |                                            |  |  |       |  |  |                                     |  |  |                                            |  |
|                                                     |                                              | Maria Anna Wilhelmine von Baden-Baden       | Wilhelm von Baden-Baden                    |  |  |       |  |  |                                     |  |  |                                            |  |
|                                                     |                                              | Maria Anna Wilhelmine von Baden-Baden       | Wilhelm von Baden-Baden                    |  |  |       |  |  |                                     |  |  |                                            |  |
|                                                     |                                              | Maria Anna Wilhelmine von Baden-Baden       | Maria Magdalena von Oettingen-Baldern      |  |  |       |  |  |                                     |  |  |                                            |  |
| Maximilian Joseph von Thurn und Taxis               |                                              | Maria Anna Wilhelmine von Baden-Baden       |                                            |  |  |       |  |  |                                     |  |  |                                            |  |
|                                                     | Prosper Ferdinand von Fürstenberg-Stühlingen | Maximilian Franz von Fürstenberg-Stühlingen |                                            |  |  |       |  |  |                                     |  |  |                                            |  |
|                                                     | Prosper Ferdinand von Fürstenberg-Stühlingen | Maximilian Franz von Fürstenberg-Stühlingen |                                            |  |  |       |  |  |                                     |  |  |                                            |  |
|                                                     | Prosper Ferdinand von Fürstenberg-Stühlingen | Maria Magdalena von Bernhausen              |                                            |  |  |       |  |  |                                     |  |  |                                            |  |
| Joseph Wilhelm Ernst zu Fürstenberg-Stühlingen      | Prosper Ferdinand von Fürstenberg-Stühlingen |                                             |                                            |  |  |       |  |  |                                     |  |  |                                            |  |
|                                                     |                                              | Sophie von Königsegg-Rothenfels             | Leopold Wilhelm von Königsegg-Rothenfels   |  |  |       |  |  |                                     |  |  |                                            |  |
|                                                     |                                              | Sophie von Königsegg-Rothenfels             | Leopold Wilhelm von Königsegg-Rothenfels   |  |  |       |  |  |                                     |  |  |                                            |  |
|                                                     |                                              | Sophie von Königsegg-Rothenfels             | Maria Polyxena von Schärffenberg           |  |  |       |  |  |                                     |  |  |                                            |  |
| Maria Enrichetta Giuseppa di Fürstenberg-Stühlingen |                                              | Sophie von Königsegg-Rothenfels             |                                            |  |  |       |  |  |                                     |  |  |                                            |  |
|                                                     |                                              | Johann Josef von Waldstein                  | Ferdinand Ernst Josef von Waldstein        |  |  |       |  |  |                                     |  |  |                                            |  |
|                                                     |                                              | Johann Josef von Waldstein                  | Ferdinand Ernst Josef von Waldstein        |  |  |       |  |  |                                     |  |  |                                            |  |
|                                                     |                                              | Johann Josef von Waldstein                  | Marie Anna Kokořovská von Kokořov          |  |  |       |  |  |                                     |  |  |                                            |  |
| Maria Anna von Waldstein                            |                                              | Johann Josef von Waldstein                  |                                            |  |  |       |  |  |                                     |  |  |                                            |  |
|                                                     |                                              | Eleonore von Waldstein                      | Karl Ernst von Waldstein                   |  |  |       |  |  |                                     |  |  |                                            |  |
|                                                     |                                              | Eleonore von Waldstein                      | Karl Ernst von Waldstein                   |  |  |       |  |  |                                     |  |  |                                            |  |
|                                                     |                                              | Eleonore von Waldstein                      | Maria Theresia von Losenstein              |  |  |       |  |  |                                     |  |  |                                            |  |
|                                                     |                                              | Eleonore von Waldstein                      |                                            |  |  |       |  |  |                                     |  |  |                                            |  |